# Bandi (dynastie Qing)
Pour les articles homonymes, voir Bandi.
Bandi (mongol : ᠪᠣᡵᠵᡳᡤᡳᡨ
ᠪᠠᠨᠳᠢ, chinois : 班第 ; pinyin : bāndì), né le 7 novembre 1664 et décédé le 23 décembre 1755, est un général mongol de la bannière mongole Jaune à bordure au service de l'empereur Qianlong de la dynastie Qing.

## Biographie
Bandi venait d'une famille mongole qui avait servi la dynastie Qing depuis la période Huang Taiji (1592-1643). Dans les années qui ont précédé 1750, il était gouverneur de la région de Kokonor.
Après les émeutes au Tibet débutée le 11 novembre 1750, il fut le premier représentant de l'empereur Qianlong à atteindre Lhassa avec une escorte personnelle. En entrant, il demanda l'extradition des insurgés. Après un bref interrogatoire sous la torture, il a ordonné l'exécution macabre de 14 insurgés et l'exil des autres. Le 23 janvier 1751, des insurgés sont assassinés par coupage et d'autres décapités et leurs têtes sur des tiges exposées au public.
Il est amban du Tibet de 1750 à 1753. Il est remplacé à ce poste par Namjal (zh).[réf. nécessaire]
En 1751, il installe le protectorat chinois.[réf. nécessaire]
Jusqu'en 1752, il resta amban au Tibet. En 1755, il est le commandant en chef de l'armée chinoise dans la campagne contre Dawachi, l'avant-dernier souverain du khanat de Dzoungarie. En 1756, il mena également la campagne militaire contre Amoursana, le dernier souverain du khanat. Amoursana a réussi à esquiver un coup décisif et à s'échapper plusieurs fois dans cette campagne. Qianlong était si mécontent de cela que Bandi s'est suicidé.